# بيري ماسون (مسلسل)
بيري ماسون (بالإنجليزية: Perry Mason)‏ هو مسلسل جريمة تم إنتاجه في الولايات المتحدة. بدأ عرضه في سنة 1957 على سي بي إس. بلغ عدد مواسم المسلسل 9 مواسم، بلغ عدد حلقاته 271 حلقة، وتبلغ مدة الحلقة الواحدة 52 دقيقة. تم بث المسلسل لأول مرة بتاريخ 21 سبتمبر 1957 بينما تم بث آخر حلقة منه بتاريخ 22 مايو 1966 بعد أن استمر لقرابة 9 أعوام. من بطولة باربرا هيل وريتشارد أندرسون.

## معرض صور

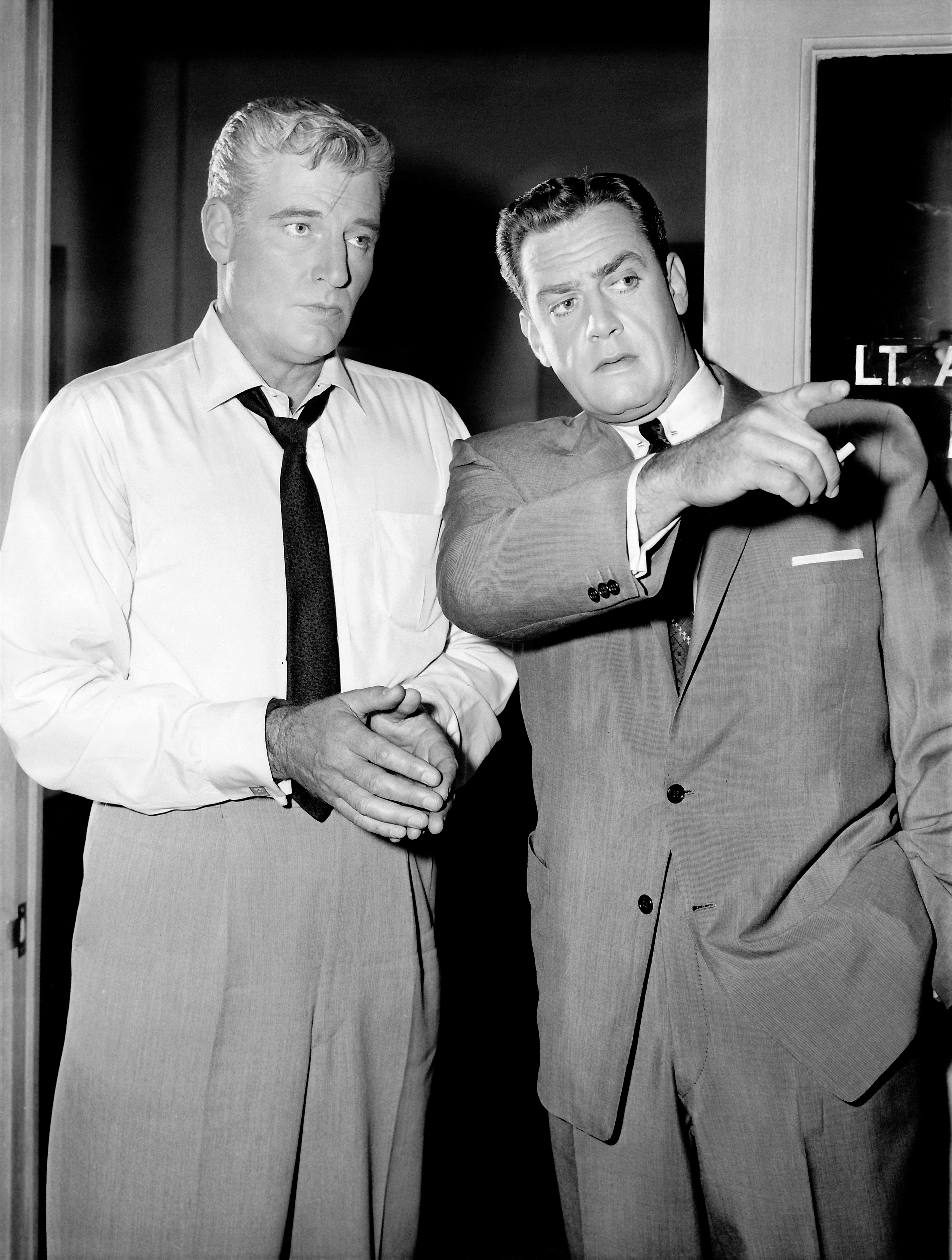
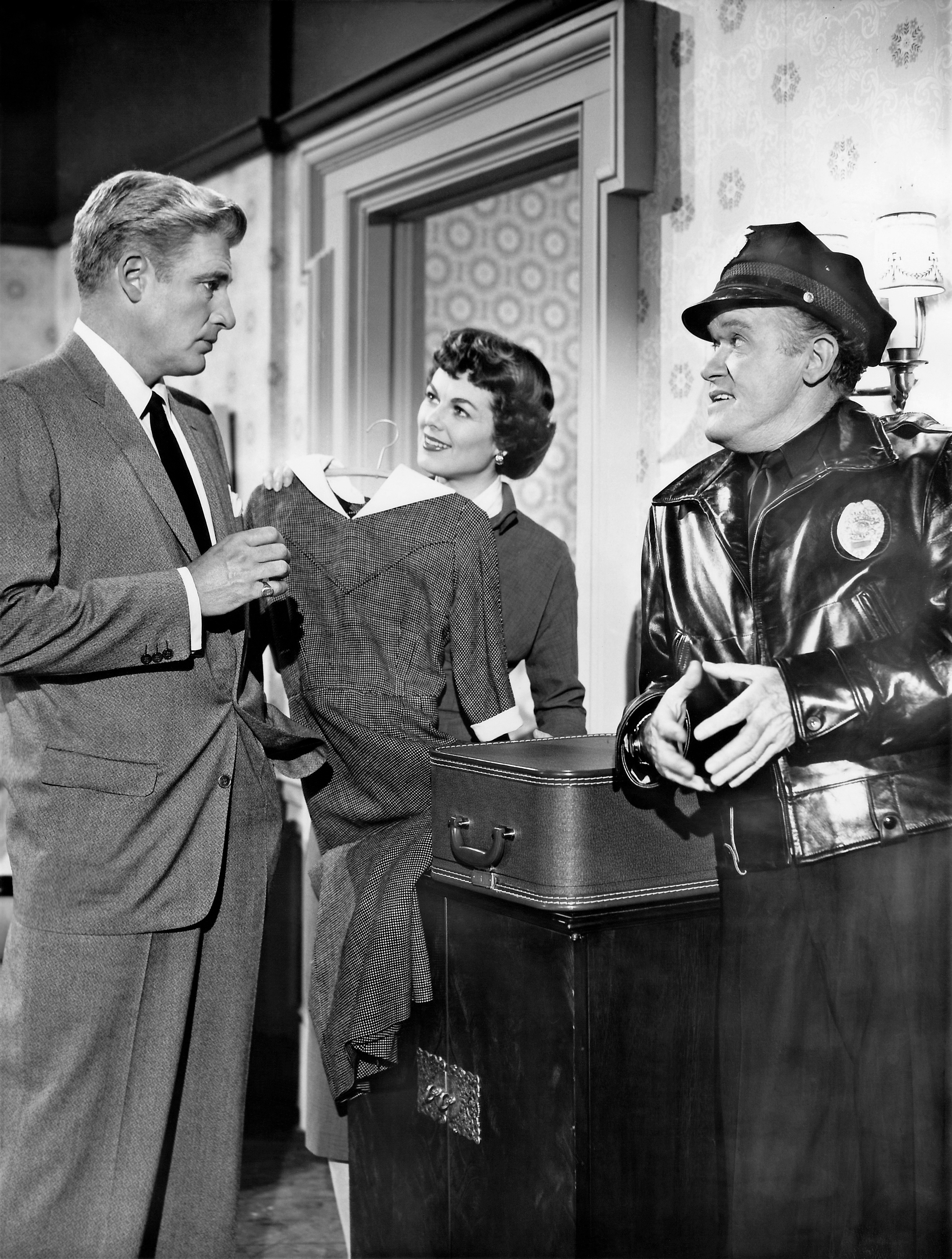
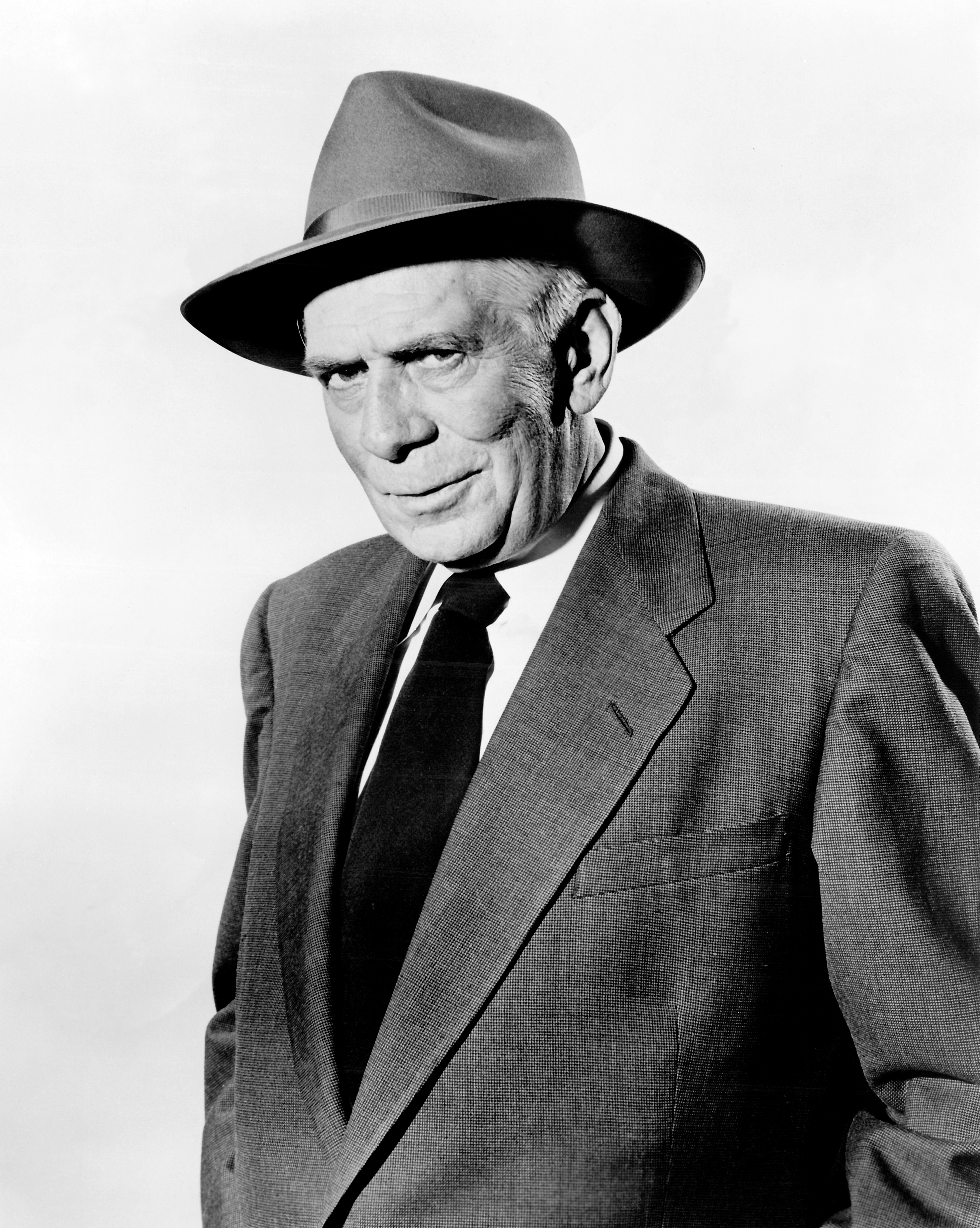
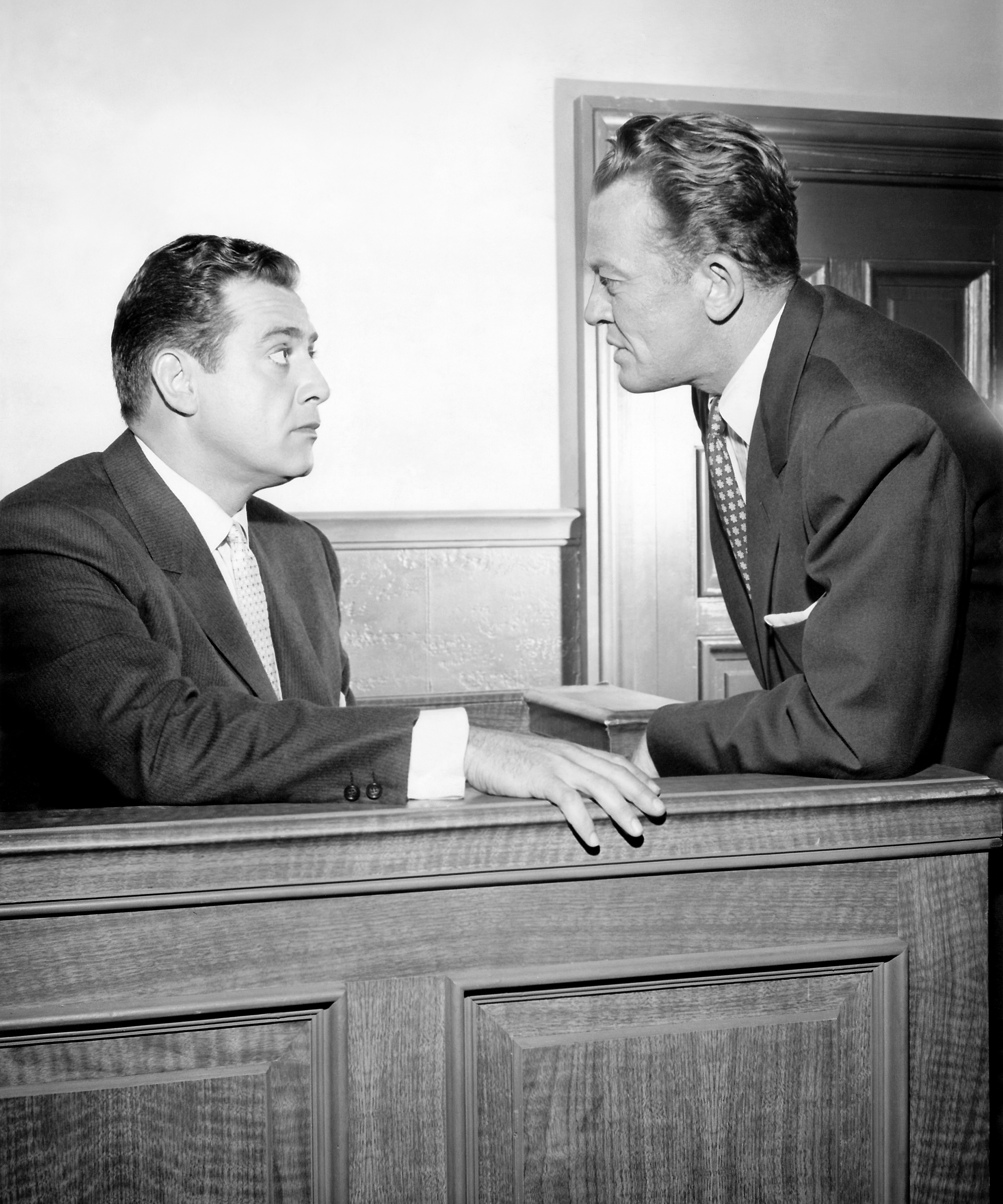

## روابط خارجية
- بيري ماسون على موقع IMDb (الإنجليزية)
- بيري ماسون على موقع ميتاكريتيك (الإنجليزية)
- بيري ماسون على موقع روتن توميتوز (الإنجليزية)
- بيري ماسون على موقع كينوبويسك (الروسية)
- بيري ماسون على موقع ألو سيني (الفرنسية)
- بيري ماسون على موقع قاعدة بيانات الفيلم (الإنجليزية)